# Сибнефтебанк
Открытое акционерное общество «Акционерный Сибирский Нефтяной банк» (ОАО «СИБНЕФТЕБАНК») — один из старейших и крупнейших банков Тюменской области. Лицензия банка отозвана 1 июня 2015 года Банком России в связи с неисполнением кредитной организацией федеральных законов, регулирующих Банковскую деятельность, а также нормативных актов Банка России.

## История
Коммерческий банк «Тюменский Нефтяник» создан 13 мая 1989 года. Среди первых акционеров были советские нефтяные «генералы» В. Грайфер («Главтюменьнефтегаз»), В. Алекперов («Когалымнефтегаз»), В. Богданов («Сургутнефтегаз»), В. Палий («Нижневартовскнефтегаз»), Ю. Шафраник («Лангепаснефтегаз»). Первым председателем правления банка стал И. В. Губенко, заместитель начальника управления «Главтюменьнефтегаз».
Через 2 года банк переименован в коммерческий Сибирский Нефтяной банк («Сибнефтебанк»). 20 марта 1992 года наименование изменено на акционерный Сибирский нефтяной банк («Сибнефтебанк»). Нынешнее своё наименование банк получил 29 января 1997 года.
По мере дробления и приватизации нефтяной промышленности России банк растерял первоначальных ключевых клиентов. Особенно чувствительной стала потеря «Тюменнефтегаза», который в составе «Тюменской нефтяной компании» был в 1997 году приватизирован консорциумом Alfa Access Renova (AAR) в составе «Альфа-Групп» Михаила Фридмана, «Access Industries» Леонарда Блаватника и «Реновы» Виктора Вексельберга и перешёл на банковское обслуживание в новые корпоративные структуры.
В 1990-х годах банк участвовал в обслуживании получившей впоследствии скандальную известность кредитно-бартерной линии (КБЛ) «Тюмень-Германия». В основе КБЛ лежало торговое соглашение, подписанное в январе 1993 года главой администрации Тюменской области Ю. Шафраником и премьер-министром немецкой земли Нижняя Саксония Г. Шрёдером. В рамках кредитной линии Deutsche Bank предоставил «Сибнефтебанку» кредит на сумму 176 млн. немецких марок, последний в свою очередь под поручительство Тюменской области прокредитовал 18 тюменских предприятий на закупку в Германии промышленного оборудования. В 1998 году за счёт обслуживания КБЛ банк вошёл в число 50 крупнейших российских банков по размеру активов. Однако большинство заёмщиков рассчитаться по кредиту не смогли, и долговое бремя пришлось нести Тюменской области как поручителю.
В период финансово-экономического кризиса 2008—2010 годов банк оказался среди 30 банков-лидеров по привлечению средств региональных бюджетов.
Лишен лицензии Центробанком 1 июня 2015 года.

## Акционеры (участники) банка
по 9,9 % акций у каждого:
- Байкалов Маркел Николаевич
- Балабекова Фаина Гасанбековна
- Букаров Фарад Гаджикулиевич
- Михайлова Ольга Михайловна
- Прокопова Наталья Викторовна
- Смирнов Евгений Викторович
- Халитов Альберт Энварович
- Хмыз Андрей Владимирович
- Наврузов Вадим Гусейнович
- Рагимов Рафиг Аллаз оглы

## Деятельность
Банк обладает следующими лицензиями:
- Генеральная лицензия на осуществление банковских операций № 385 от 03.07.2012 г. Дата прекращения действия права (лицензии) от 01.06.2015 г.
- Лицензия профессионального участника рынка ценных бумаг на осуществление деятельности по управлению ценными бумагами № 072-03127-001000 от 27.11.2000 г. Дата прекращения действия права (лицензии) от 09.06.2015 г.
- Лицензия профессионального участника рынка ценных бумаг на осуществление брокерской деятельности № 072-02945-100000 от 27.11.2000 г. Дата прекращения действия права (лицензии) от 09.06.2015 г.
- Лицензия профессионального участника рынка ценных бумаг на осуществление дилерской деятельности № 072-03051-010000 от 27.11.2000 г. Дата прекращения действия права (лицензии) от 09.06.2015 г.
- Лицензия профессионального участника рынка ценных бумаг на осуществление депозитарной деятельности № 072-04366-000100 от 27.12.2000 г. Дата прекращения действия права (лицензии) от 09.06.2015 г.
- Сеть Сибнефтебанка функционирует на территории Тюменской области, имеет головной офис в Тюмени, 3 Филиала, (в Ноябрьске, Новом Уренгое, и Ялуторовске), 15 допофисов и 6 оперкасс вне кассового узла. Среднесписочная численность персонала 317 человек.

## Рей
- С 9 февраля 2012 года — кредитный рейтинг «А» по версии агентства «Эксперт РА»[13]
- По состоянию на 1 декабря 2011 года — 6-е место в Тюменской области по величине банковских активов[14]